# 桃生村
桃生村（ものうむら）は宮城県桃生郡にあった村。現在の石巻市北西端にあたる。なお、2005年まで存在した桃生町は1955年に新設合併によって発足したもので、本村とは別の自治体である。

## 地理
- 山：茶臼山
- 河川：北上川、旧北上川

## 歴史
- 1889年（明治22年）4月1日 - 町村制の施行により牛田村、永井村、倉埣村、脇谷村、樫崎村、太田村が合併して発足。
- 1955年（昭和30年）3月21日 - 中津山村と合併して桃生町が発足。同日桃生村廃止。
- 2005年（平成17年）4月1日 - 桃生町が石巻市・河北町・雄勝町・河南町・北上町および牡鹿郡牡鹿町と合併し、改めて石巻市が発足。

## 行政
- 歴代村長

| 代 | 氏名           | 就任                      | 退任                       | 備考 |
| -- | -------------- | ------------------------- | -------------------------- | ---- |
| 1  | 高橋俊秀       | 明治22年（1889年）5月1日  | 明治26年（1893年）4月30日  |      |
| 2  | 森山忠治郎     | 明治26年（1893年）5月1日  | 大正9年（1920年）4月27日   |      |
| 3  | 西条勇記       | 大正9年（1920年）6月17日  | 大正11年（1922年）12月31日 |      |
| 4  | 毛利東         | 大正12年（1923年）1月15日 | 昭和13年（1938年）4月3日   |      |
| 5  | 佐藤甚蔵       | 昭和13年（1938年）4月13日 | 昭和15年（1940年）2月11日  |      |
| 6  | 三浦与三郎     | 昭和15年（1940年）2月13日 | 昭和15年（1940年）4月13日  |      |
| 7  | 千葉猛一郎     | 昭和15年（1940年）7月13日 | 昭和19年（1944年）7月15日  |      |
| 8  | 渡辺四郎右ェ門 | 昭和19年（1944年）7月28日 | 昭和21年（1946年）11月30日 |      |
| 9  | 村田殖孝       | 昭和22年（1947年）4月6日  | 昭和30年（1955年）3月20日  | 再任 |

## 交通

### 道路
現在は国道45号桃生登米道路の桃生豊里インターチェンジが所在するが、当時は未開業。